# Heglig
Heglig (parfois Heglieg) est une petite ville du Kordofan du Sud où se trouvent des champs pétrolifères et qui est contestée par les États riverains, le Soudan et le Soudan du Sud.

## Historique
En 1974, Chevron gagne les concessions pétrolières au Soudan et découvre les vastes poches pétrolières d'Heglig en 1978. À l'origine, la zone est située sur les terres des tribus Nuer et Dinka. Shell prend 25% du projet, et avec Chevron, les deux sociétés investissent plus d'un milliard de dollars dans le développement de cinquante-deux puits. Dès la découverte de ces ressources pétrolières, les populations du Soudan du sud remettent en cause les accords d'Addis Abeba de 1972 (autonomie des régions du sud), craignant que cette manne financière leur échappe (et craignant qu'un oléoduc soit construit vers Port-Soudan plutôt que vers le port de Mombasa). En février 1983, une attaque des forces rebelles séparatistes tue trois ouvriers du bloc 1, ce qui pousse Chevron à quitter le site. Lors de ces conflits, les Nuers et les Dinkas sont repoussés en dehors des limites du site d'Heglig.

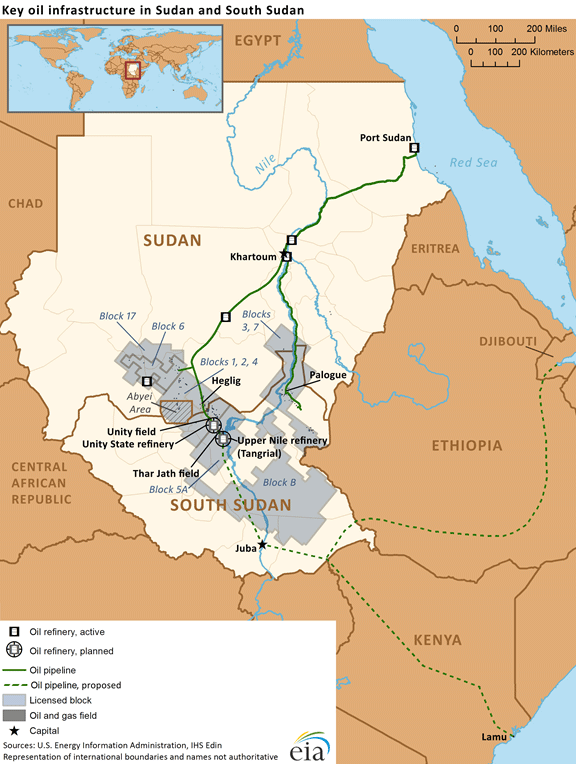
Principaux sites pétroliers et oléoducs au Soudan et Soudan du Sud.

Le site est relancé en 1999, par un consortium d'entreprises canadiennes, soudanaises, malaysiennes et chinoises. L'oléoduc reliant le site d'Heglig à Port-Soudan est inauguré le 30 juin 1999.
En août 2001, le Mouvement populaire de libération du Soudan (SPLM) lance sa première attaque contre le site d'Heglig, une attaque mineure selon les responsables du site pétrolier, mais ayant causé de forts dégâts selon les représentants du SPLM qui menacent de répéter l'opération.
Début avril 2012, les forces du Soudan du Sud déclarent avoir pris le contrôle d'Heglig, alors que les forces soudanaises déclarent contenir leurs opposants hors d'Heglig. L'attaque est considérée comme la plus violente depuis la sécession du sud en 2011, et se déroule à la suite de la décision de La Haye de placer les champs pétroliers d'Heglig sous le contrôle du Soudan. La prise d'Heglig aurait donné un plus grand pouvoir de négociation au Soudan du Sud face au Soudan, et aurait pu affecter le climat social de la capitale Khartoum en créant une pénurie de pétrole. L'Union africaine condamne les attaques du Soudan du Sud qui se retire d'Heglig le 19 avril 2012 tout en affirmant maintenir son contrôle sur la région.
En 2014, la rétrocession au Soudan des oléoducs reliant Heglig à Port-Soudan est annoncée pour 2016. À partir de 2018, le Soudan et le Soudan du Sud se mettent d'accord pour faire payer aux entreprises pétrolières étrangères $14 par baril le pétrole d'Heglig transitant via les oléoducs soudanais pour rejoindre Port-Soudan.
La Chine est le principal acheteur de pétrole soudanais, a co-financé le développement pétrolier dans la région et gère (CNPC) de nombreux sites de production à Heglig.